# Caldes de Malavella
Caldes de Malavella este o localitate în Spania în comunitatea Catalonia în provincia Girona. În 2006 avea o populație de 5.674 locuitori.

Municipiu din Caldes de Malavella

1. ↑  Nomenclátor Geográfico de Municipios y Entidades de Población (20240402 edition)
2. ↑   https://caldesdemalavella.cat/index.php/ca/historico-noticias/3446-salvador-balliu-investit-alcalde-de-caldes-de-malavella, accesat în 2 martie 2021 Lipsește sau este vid: |title= (ajutor)
3. 1 2   http://www.idescat.cat/pub/?id=aec&n=925&t=2016 Lipsește sau este vid: |title= (ajutor)